# プレゼンス情報
プレゼンス情報 (プレゼンスじょうほう、英: presence information)は、コンピュータと電気通信ネットワークにおいては、潜在的なコミュニケーションの相手（他のユーザー）がコミュニケーションの受入可否や意欲を伝える状態情報である。在席情報やフリー・ビジー情報と呼ばれることもある。ユーザーのクライアントは、ネットワーク接続を介してプレゼンス状態（在席情報）をプレゼンスサービスに提供する。プレゼンスサービスは、個人の在席レコード（プレゼンティティと呼ばれる）を構成するものに格納され、他のユーザー（ウォッチャーと呼ばれる）にプレゼンス情報を伝達する。プレゼンス情報は、多くの通信サービスで幅広い用途があり、インスタントメッセージングやVoice over IPクライアントでは必ずと言っていいほど実装されている。

## プレゼンス状態

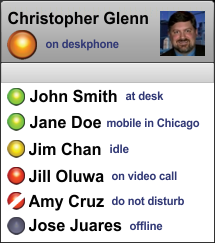
プレゼンス情報の例

ユーザークライアントは、現在のコミュニケーションの状態を示すためにプレゼンス状態を公開する。プレゼンス状態は、ユーザーに連絡したい他のユーザーに、コミュニケーションの受入可否や意欲を通知する。プレゼンス状態の最も一般的な使用法として、インスタントメッセージングクライアントにユーザーの状態アイコンが表示される。状態アイコンは、わかりやすい画像や記号と色で構成され、ユーザーの名前と状態に対応するテキストが横に表示される。電話をかけたときに発信者が通話中なのか応答可能なのかを示す独特の「オンフック」「オフフック」状態のフリー・ビジートーンと同様の考え方である。インスタントメッセージングクライアント上には、複数ユーザーのプレゼンス状態が一覧で表示されていることが多い。
ユーザーのプレゼンス状態として、「チャット可能」、「取り込み中」、「離席中」、「応答不可」、「外出中」などが一般的に実装されている。実装されている状態の種類や数はインスタントメッセンジャーの種類によって異なる。加えて、ユーザーの気分、場所、フリーテキストなどが追加のプレゼンス属性として提供される場合もある。
ただし、プレゼンス状態が PSTNのフリー・ビジートーンと類似するという表現は、「オンフック」状態は、発信者が会話を開始した後に受信者に到達したときのネットワークの状況を反映しているため、技術的にみると不正確な表現であることに注意されたい。PSTNでは発信者は、受信者のプレゼンス状態を知るには接続する必要がある。しかし一旦接続してしまうと受信者は受信する必要があるためビジー状態となってしまう。一方、インスタントメッセージのプレゼンス状態は、会話が開始される前の状態を示している。受信者の状態を発信者が取得したとしても、発信者は受信者の状態を占有しない。

## MPOPとプレゼンス状態の推測
プレゼンス状態は、それが多種多様な通信チャネル間で共有される場合が注目されている。複数の通信デバイスの状態を組み合わせて、ユーザーのプレゼンス状態の集約ビューを提供する考え方は、Multiple Points of Presence（MPOP）と呼ばれている。 MPOPは、ユーザーの行動から推測される情報が付加されることでさらに強力になる。たとえば、パソコンで使うインスタントメッセンジャーではコンピュータのキーボードからしばらく入力がない場合に状態が自動的に「退席中」になる。他の例として、ユーザーの携帯電話がオンになっているかどうか、コンピューターにログインしているかどうか、あるいは連携するカレンダーソフトウェアの予定表をチェックして会議中か休暇中かを確認してプレゼンス状態に反映することが挙げられる。たとえば、ユーザーの予定上不在になっており、携帯電話がオンになっている場合、ユーザーは「ローミング」状態であると見なすことができる。
その場合、MPOP状態を使用すると、デバイス間で着信メッセージを自動的に転送するように実装することができる。たとえば、「不在」状態の場合、すべてのメッセージと通話をユーザーの携帯電話に転送できる。 「応答不可」の状態の場合は、すべてのメッセージを自動的に保存し、すべての通話をボイスメールに送信して後で見られるようにすることもできる。
以下で説明するXMPPでは、各クライアントに「リソース」（特定の識別子）と各リソースの優先順位番号を割り当てて、MPOPで利用することができる。ユーザーのIDに送信されるメッセージは、通常は最も優先度の高いリソースに送信される。また、user@domain/resourceの形式で指定することで、特定のリソースに決め打ちでメッセージを送信することもできる。

## プライバシーの問題
プレゼンス状態は非常に機密性の高い情報であるため、重要なシステムでは、プレゼンス状態の公開が制限される場合がある。たとえば、従業員は、営業時間中は同僚にのみ詳細なプレゼンス情報を表示させたい場合がある。この方法論は、インスタントメッセージングクライアントでは「ブロック」機能としてすでに一般的であり、特定のユーザーにはプレゼンス状態を公開せず、そのユーザーから見ると「利用不可」の状態に見える。

## 市販品での実装
プレゼンス状態、特にMPOPは、多数の電子デバイス（IMクライアント、自宅の電話、携帯電話、電子カレンダーなど）と、それぞれが接続されているプレゼンスサービスとの連携が必要になる。現在まで、最も一般的で大規模な実装では、SPOP（単一のデバイスが状態を公開するシングルポイントオブプレゼンス）を備えたクローズドシステムを使用している。一部のベンダーは、新しく接続した別のデバイスから新しいログイン要求がサーバーに到達したときに、接続されたクライアントを自動的にログアウトするようにサービスをアップグレードした。プレゼンスがMPOPサポートと普遍的に連携するには、複数のデバイスが相互に通信できるだけでなく、他のすべての相互運用可能な接続されたプレゼンスサービスとクライアントのMPOPスキームによってステータス情報が適切に処理される必要がある。
2.5G 、さらには3G携帯電話ネットワークは、モバイルユーザーの携帯電話のプレゼンス情報サービスの管理とアクセスをサポートできる。
職場では、プライベートメッセージングサーバーは、企業または作業チーム内でMPOPの可能性を提供する。

## ビジネスコミュニティにおける用途
プレゼンス情報は、ビジネス環境内でのより効果的かつ効率的なコミュニケーションを行うために進化しているツールである。プレゼンス情報を使用すると、企業ネットワークで誰が対応可能であるかを即座に確認できるため、短期間の会議や電話会議をより柔軟に設定できる。その結果、正確なコミュニケーションが実現し、電話タグや電子メールメッセージングの非効率性がほとんどなくなる。プレゼンス情報が時間節約になる例は、GPSを備えた運転手である。運転手はプレゼンス情報で追跡され、今後の交通情報メッセージを受け取り、時間とコストの節約につながる。
IDCの調査によると、従業員は「IMは、就業時間中に同僚の隣に座って直接質問をして、すぐに答えが返ってくると感じられる "流れ" を感じられ、次の作業にすぐに進むことができる」と述べている。この現象は、その前身である「ウォータークーラー」効果とは対照的に「プレゼンス効果」 と呼ばれ、このレベルの "流れ" は今までは実際に人と会うことでのみ達成されると考えられていた。
プレゼンス情報では、ユーザーのプライバシーが問題になる可能性がある。たとえば、従業員が休暇の時でも、ネットワークに接続していると、追跡される可能性がある。したがって、プレゼンス情報の懸念は、企業がどこまで従業員との接続を維持すべきかを判断することである。

## プレゼンス標準化の取り組み
プレゼンス関連プロトコルの標準化を達成するために、いくつかのワーキンググループで重要な作業が行われ、現在も行われている。
1999年に、インスタントメッセージおよびプレゼンスプロトコル（IMPP）ワーキンググループ（WG）と呼ばれるグループが、インターネット技術特別調査委員会（IETF）内に形成され、シンプルなプレゼンスおよびインスタントメッセージングサービスのプロトコルとデータ形式を開発した。残念ながら、IMPP WGは、プレゼンスのプロトコルの単一化の合意に達することができなかった。代わりに、プレゼンスサービス間のゲートウェイの作成を容易にするためにプレゼンスの共通サービスのセマンティクスを定義するプレゼンスおよびインスタントメッセージング（CPP）の共通プロファイルを発行した。2つのCPP互換のプレゼンスプロトコルスイートは相互運用が可能となる。
2001年に、SIMPLE (インスタントメッセージングプロトコル)ワーキンググループがIETF内に結成され、Session Initiation Protocol（SIP）を介したプレゼンスおよびインスタントメッセージングアプリケーションのCPP準拠標準のスイートを開発した。 SIMPLEアクティビティは、プレゼンス情報のパブリッシュおよびサブスクライブメカニズムを処理し、インスタントメッセージを送信するSIPプロトコルの拡張機能を指定する。これらの拡張機能には、様々なプレゼンス形式、プライバシー管理、"部分的な公開" と通知、過去と未来のプレゼンス、ウォッチャー情報などが含まれる。その名前にもかかわらず、SIMPLEは決して単純ではない。 1,000ページ以上の約30の文書に記載されている。これは、SIMPLEがベースにしているSIPプロトコルスタックの複雑さにさらに拍車がかかる。
2001年の終わりに、ノキア、モトローラ、およびエリクソンは、モバイルインスタントメッセージングおよびプレゼンスサービス（IMPS）およびワイヤレスネットワークのプレゼンスサービスの一連のユニバーサル仕様を定義するために、ワイヤレスビレッジ（WV）イニシアチブを結成した。 2002年10月、Wireless VillageはOpen Mobile Alliance（OMA）に統合され、1か月後にXMLベースのOMA Instant Messaging and Presence Service（IMPS）の最初のバージョンがリリースされた。 IMPSは、プレゼンス情報を表現するためのシステムアーキテクチャ、構文、およびセマンティクスと、プレゼンス、IM、グループ、および共有コンテンツの4つの主要機能のプロトコルセットを定義する。プレゼンスが鍵であり、IMPSのテクノロジーを可能にする。
XMLベースのXMPP (Extensible Messaging and Presence Protocol) は、 XMPP Standards Foundationによって設計され、現在維持されている。このインスタントメッセージプロトコルは、堅牢で広く拡張されたプロトコルであり、 GoogleトークとFacebook Messengerの商用実装で使用されるプロトコルでもある。 2004年10月に、IETFのXMPPワーキンググループは、XMPPの中核プロトコルを標準化するために、RFC 3920、RFC 3921、RFC 3922およびRFC 3923といった文書を公開した。